# 1848
1848 (MDCCCXLVIII) var ett skottår som började en lördag i den gregorianska kalendern och ett skottår som började en torsdag i den julianska kalendern. Detta år har blivit känt som Revolutionsåret, eftersom en rad revolutioner utbröt runt om i Europa, med början i Paris. De efterföljande händelserna blir i Sverige kända som Marsoroligheterna.

## Händelser

### Januari
- 1 januari – Nya Zeeland inför provinsindelning.[1]

- 20 januari – Vid Kristian VIII:s död efterträds han som kung av Danmark av sin son Fredrik VII.
- 24 januari – Guldrushen i Kalifornien börjar.

### Februari
- 21 februari – Karl Marx ger ut skriften Kommunistiska manifestet.
- 22 februari – Februarirevolutionen utbryter i Paris.

### Mars
- 1 mars – Marsrevolutionen bryter ut i Tyskland
- 18–19 mars – I svallvågorna från de olika revolutionerna ute i Europa utbryter gatukravaller i Stockholm, vilka kommer att gå under benämningen Marsoroligheterna. Under första dagen slår uppretade folkmassor i Stockholm sönder fönstren hos myndighetspersoner de ogillar. Demonstranterna samlas sedan vid slottet och kräver republik och reformer. Under andra dagen tappar kungen (Oscar I) tålamodet med demonstranterna och kommenderar militär att skjuta mot folkmassan. Omkring 30 personer dödas. Händelserna leder till att Oscar I frångår sin liberala linje och blir mer konservativ.
- Mars – Schleswig och Holstein gör uppror mot Danmark och schleswig-holsteinska kriget utbryter.[2] Svenska reservtrupper överförs till Fyn till Danmarks hjälp.

### April
- 2 april – Tyska förbundsdagen upphäver Karlsbadbesluten, slutet för den skärpta censuren som infördes 1819.
- 9 april – Danskarna besegrar slesvig-holsteinarna i slaget vid Bov.
- 23 april – Preussarna besegrar danskarna i slaget vid Slesvig. Nederlaget tvingar danskarna att överge Danevirke.
- 24 april – Förenade tyska trupper besegrar danskarna i slaget vid Oversö.
- 30 april – Sardinska trupper besegrar österrikarna i slaget vid Pastrengo.

### Maj
- 6 maj – Österrikarna under Radetzky besegrar sardinerna i slaget vid Santa Lucia.
- 18 maj – Frankfurtparlamentet.
- 22 maj – Preussiska nationalförsamlingen konstitueras.
- 28 maj – Danskarna besegrar tyskarna i slaget vid Nybøl.
- 29 maj – Wisconsin blir den 30:e delstaten att ingå i den amerikanska unionen.[3]

### Juni
- 5 juni – Danskarna besegrar tyskarna i slaget vid Dybbøl.
- 10 juni – Trupper från Kyrkostaten besegras av österrikarna i slaget vid Vicenza.
- 22 juni – Journées de Juin, ett folkligt uppror, som äger rum i Paris mellan 22 och 25 juni 1848.

### Juli
- 6 juli – Norra tivoli öppnas på Norrtullsgatan i Stockholm.
- 19 juli – Konferensen i Seneca Falls blir startpunkten för den amerikanska och västerländska kvinnorörelsen.
- 24 juli – Österrikarna besegrar sardinierna i slaget vid Custoza.

### Augusti
- 26 augusti – En vapenvila i schleswig-holsteinska kriget sluts i Malmö. De svensk-norska reservtrupperna på Fyn dras därefter tillbaka utan att ha deltagit i striderna.

### Oktober
- 30 oktober – Mellan Barcelona och Mataro öppnas den första järnvägen i Spanien.[4]

### November
- 7 november – Whigpartisten Zachary Taylor från Louisiana besegrar demokraten Lewis Cass från Michigan vid presidentvalet i USA, som för första gången genomförs på samma dag i alla delstater.
- 21 november – Schweiz federala konstitution träder i kraft.[5]
- 28 november – Bern utses till huvudstad i Schweiz.[5]

### Okänt datum
- Johan Ludvig Runebergs Fänrik Ståls sägner utkommer.
- Det kommunistiska manifestet översätts till svenska av Pär Götrek.
- Den svenska aktiebolagslagen införs och ersätter den gamla bergsmanslagen. Aktieägarna är nu enbart ansvariga för sitt aktiekapital och inte för bolagets skulder. Tack vare denna nya lag påbörjas omfattande satsningar inom den svenska industrin, bland annat järnvägar, telegraf- och gasledningar.
- Lantbruksinstitutet i Ultuna grundas.
- Firman Munktells Mekaniska Verkstad levererar Skandinaviens första ånglokomotiv.
- Man tar beslut om en första järnväg i Sverige, mellan Örebro och Hult vid Vänern. Den kommer dock aldrig till utförande.
- Sveriges första baptistförsamling grundas.
- Det uppmärksammade Sagerska målet utspelar sig i Stockholm.

## Födda

### Första kvartalet

#### Januari
- 2 januari – James Benton Grant, amerikansk demokratisk politiker, guvernör i Colorado 1883–1885. (död 1911)
- 19 januari – Matthew Webb, brittisk kapten, den förste som simmade över Engelska kanalen. (död 1883)

#### Februari
- 5 februari – Belle Starr, amerikansk brottsling. (död 1889)
- 7 februari – Adolf Weil, tysk invärtesläkare. (död 1916)
- 17 februari – Anders Gustaf Dalman, svensk riksskarprättare. (död 1920)

#### Mars
- 14 mars – Laura Fitinghoff, svensk författare. (död 1908)
- 18 mars – Prinsessan Louise, hertiginna av Argyll, brittisk prinsessa, dotter till Viktoria av Storbritannien och Albert av Sachsen-Coburg-Gotha. (död 1939)
- 19 mars – Wyatt Earp, amerikansk sheriff. (död 1929)
- 26 mars – Edward O. Wolcott, amerikansk republikansk politiker, senator 1889–1901. (död 1905)

### Andra kvartalet

#### April
- 10 april – Hubertine Auclert, fransk rösträttsaktivist och feminist. (död 1914)

#### Maj
- 2 maj – Harald Hjärne, svensk historiker. (död 1922)
- 7 maj – William J. Stone, amerikansk demokratisk politiker, senator 1903–1918. (död 1918)
- 10 maj – Lafayette Young, amerikansk republikansk politiker och publicist, senator 1910–1911. (död 1926)
- 15 maj – Carl Wernicke, tysk neurolog och psykiater. (död 1905)
- 22 maj – Olof Larsson i Bratteberg, svensk lantbrukare och politiker (liberal). (död 1902)
- 23 maj – Otto Lilienthal, tysk flygpionjär. (död 1896)

#### Juni
- 7 juni
  - Erik Wilhelm Dahlgren, svensk biblioteksman och geografisk författare. (död 1934)
  - Paul Gauguin, fransk målare. (död 1903)

### Tredje kvartalet

#### Juli
- 15 juli – Vilfredo Pareto, italiensk sociolog, ekonom och moralfilosof. (död 1923)
- 23 juli – Richard F. Pettigrew, amerikansk politiker och advokat, senator 1889–1901. (död 1926)
- 27 juli – Filippo Smaldone, italiensk romersk-katolsk präst, helgon. (död 1923)

#### Augusti
- 14 augusti – Ernst von der Recke, dansk författare. (död 1933)
- 19 augusti – Gustave Caillebotte, fransk målare inom impressionismen. (död 1894)

#### September
- 2 september – Lili'uokalani, hawaiiansk drottning 1891–1893, den sista regenten i monarkin Hawaii. (död 1917)

### Fjärde kvartalet

#### Oktober
- 22 oktober – Emil Hildebrand, svensk historiker och riksarkivarie. (död 1919)

#### November
- 2 november – Leslie M. Shaw, amerikansk republikansk politiker, USA:s finansminister 1902–1907. (död 1932)
- 8 november – Gottlob Frege, tysk matematiker och filosof. (död 1925)
- 11 november – Hans Delbrück, tysk historiker och politiker. (död 1929)
- 12 november – Eduard Müller, schweizisk president. (död 1919)
- 25 november – William H. Crain, amerikansk politiker. (död 1896)

#### December
- 18 december – Roger Allin, engelsk-amerikansk politiker, guvernör i North Dakota 1895–1897. (död 1936)
- 22 december – Ulrich von Wilamowitz-Moellendorff, tysk klassisk filolog. (död 1931)

## Avlidna

### Första kvartalet

#### Januari
- 9 januari – Caroline Herschel, 97, brittisk astronom.
- 20 januari – Kristian VIII, 61, kung av Norge från 17 maj till 10 oktober 1814 och av Danmark sedan 1839.
- 29 januari – John Winston Jones, 56, amerikansk demokratisk politiker, talman i USA:s representanthus 1843–1845.

#### Februari
- 23 februari – John Quincy Adams, 80, amerikansk politiker, USA:s president 1825–1829.

#### Mars
- 13 mars – Johan Niclas Byström, 64, svensk skulptör.

### Andra kvartalet

#### April
- 9 april – Gaetano Donizetti, 50, italiensk kompositör.

#### Maj
- 12 maj – Gottlob Christian Crusius, 62, tysk skolman, klassisk filolog och lexikograf.

#### Juni
- 5 juni – Gustaf Lorentz Sommelius, 36, svensk löjtnant och skald.

### Tredje kvartalet

#### Juli
- 4 juli – François-René de Chateaubriand, 79, fransk högadlig militär.

#### Augusti
- 7 augusti – Jöns Jacob Berzelius, 68, svensk kemist, medlem av Svenska Akademien sedan 1837.
- 12 augusti – George Stephenson, 67, brittisk ingenjör.

#### September
- 21 september – Aleksandr Michajlovskij-Danilevskij, 59, rysk krigshistoriker.

### Fjärde kvartalet

#### Oktober
- 25 oktober – Dixon H. Lewis, 46, amerikansk demokratisk politiker, senator 1844–1848.

#### November
- 15 november – Pellegrino Rossi, 61, italiensk politiker.

#### December
- 19 december – Emily Brontë, 30, brittisk författare.
- 23 december – James Cowles Prichard, 62, brittisk etnolog.
- 31 december – Ambrose H. Sevier, 47, amerikansk demokratisk politiker, senator 1836–1848.

## Bildgalleri

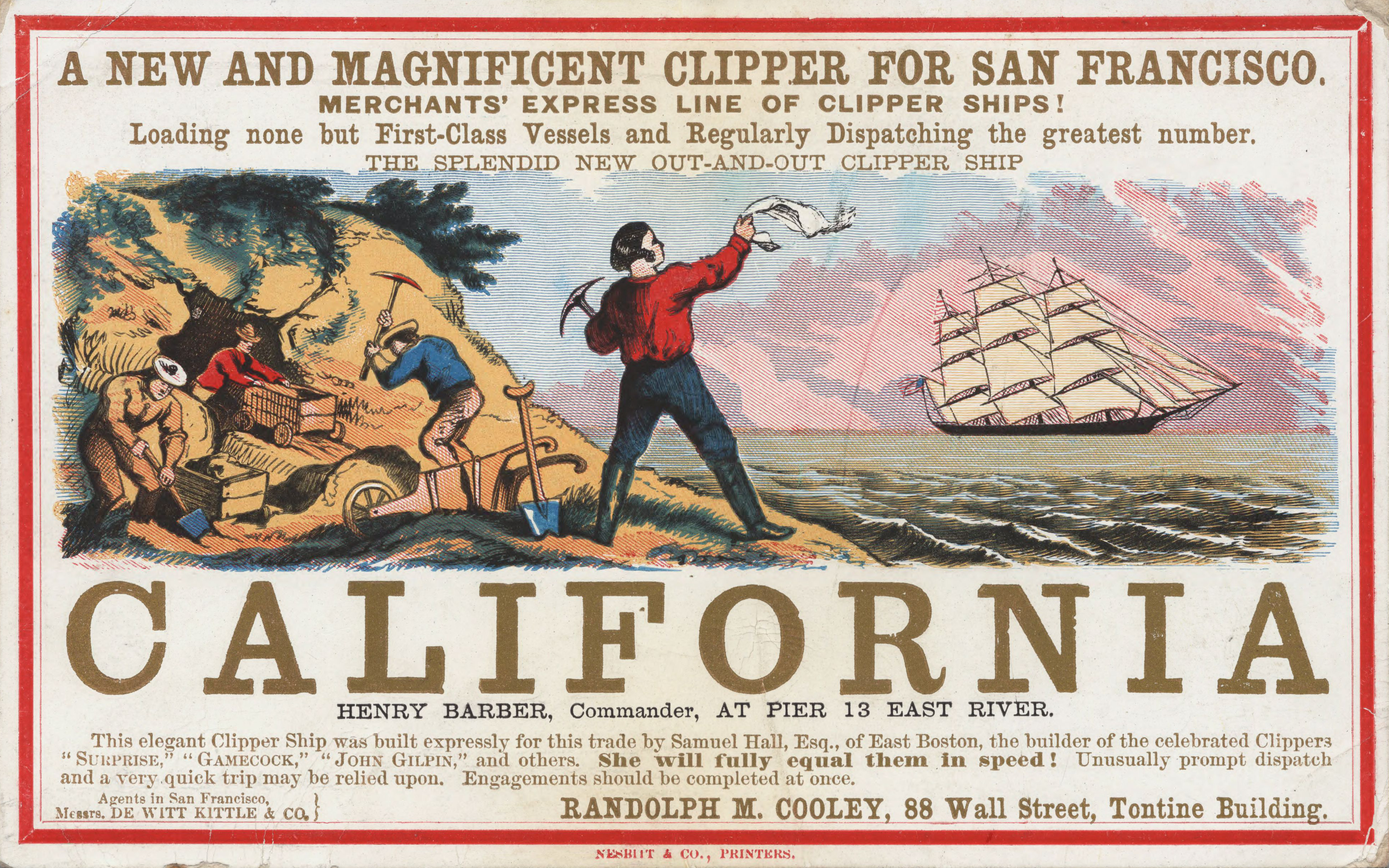
Guldrush i Kalifornien.
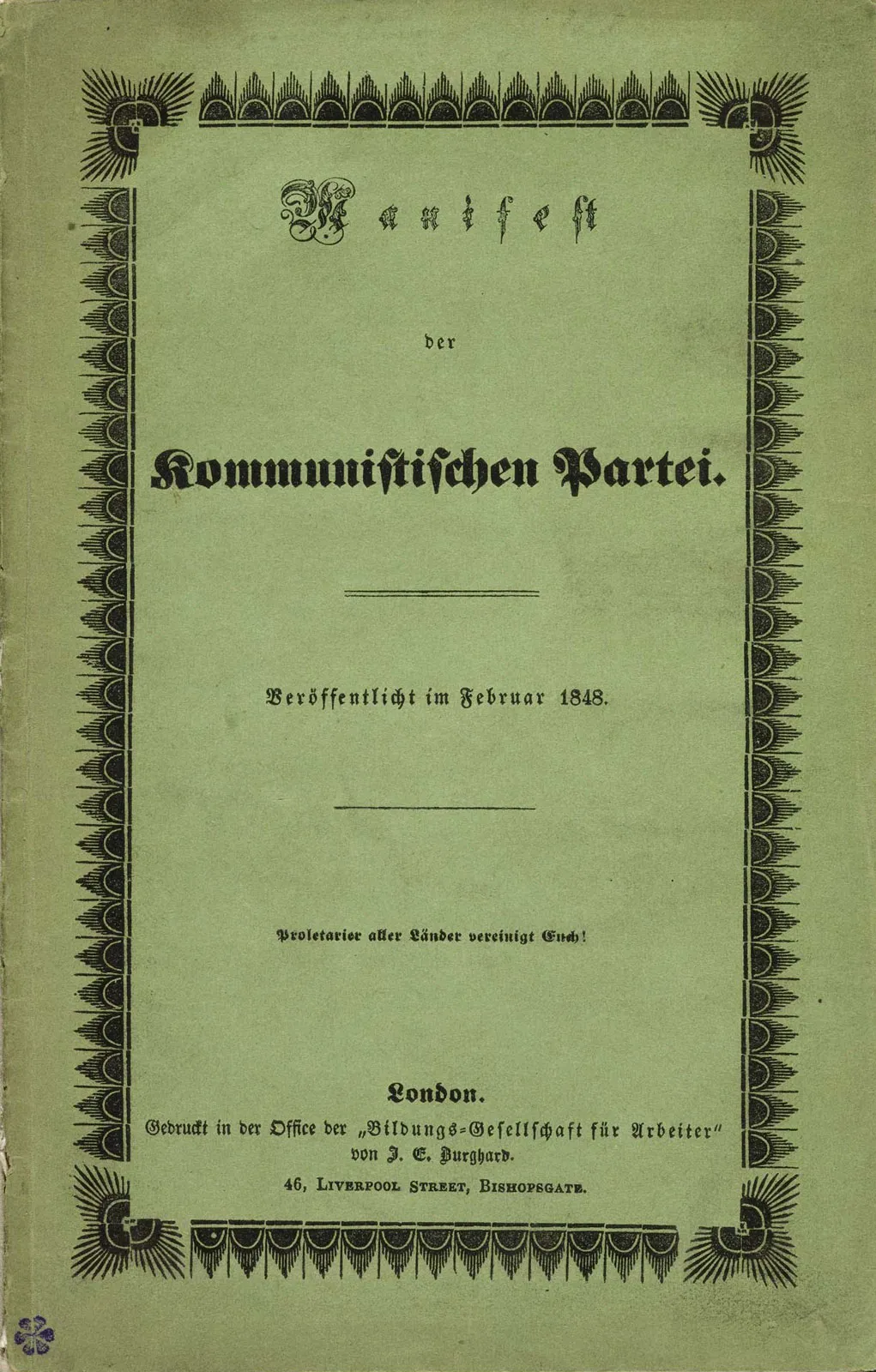
Kommunistiska manifestet.
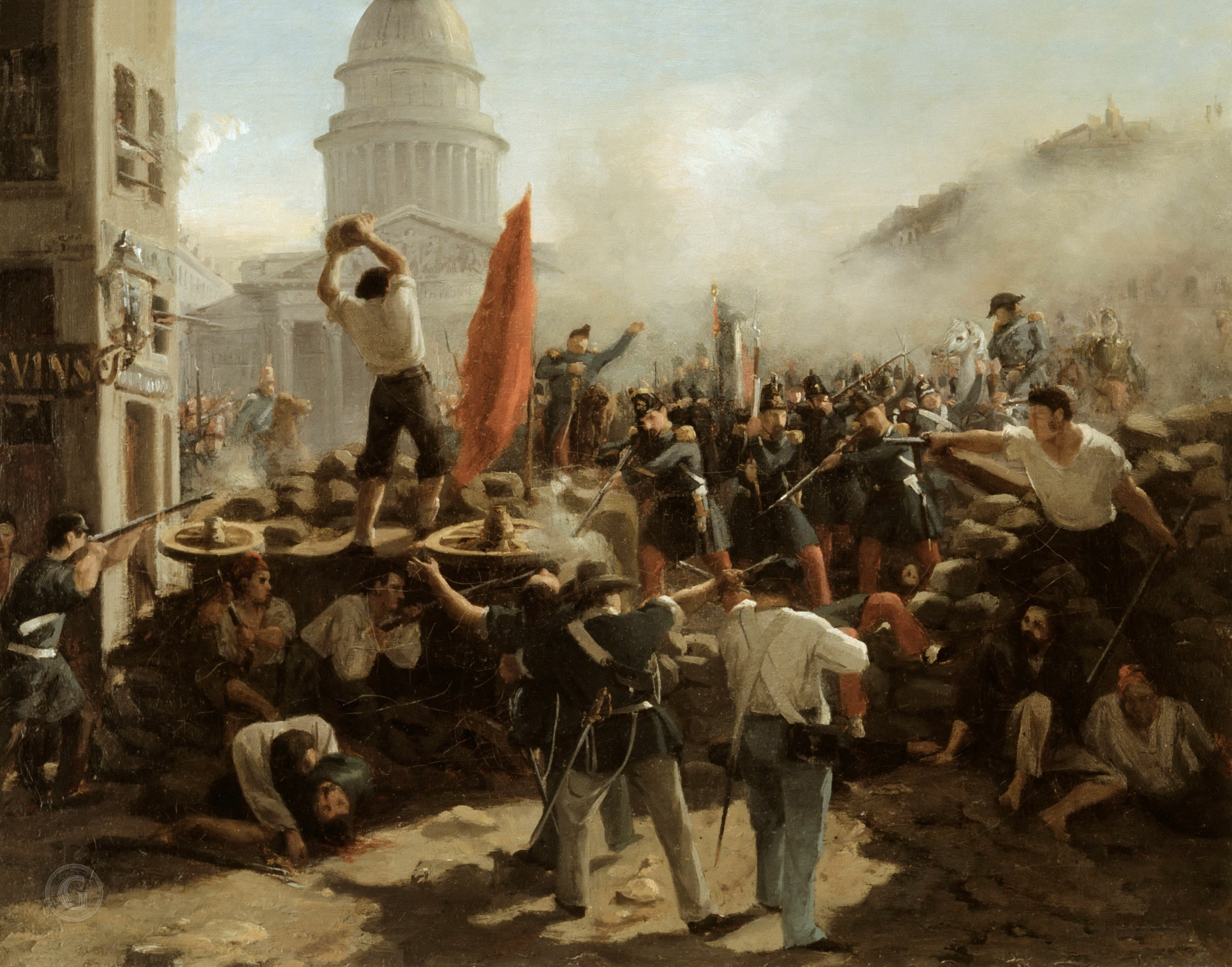
Februarirevolutionen i Frankrike.
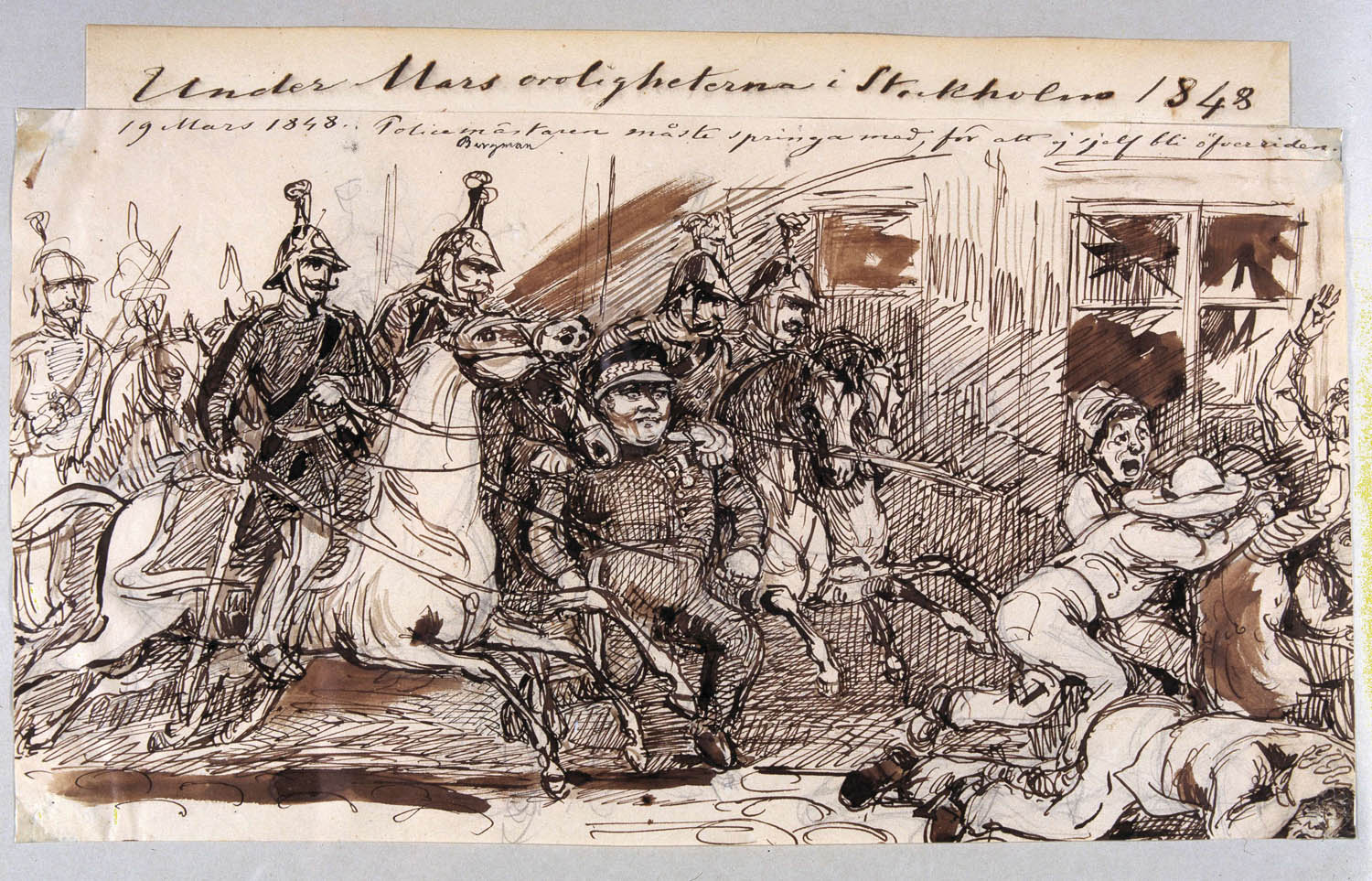
Marsoroligheterna.
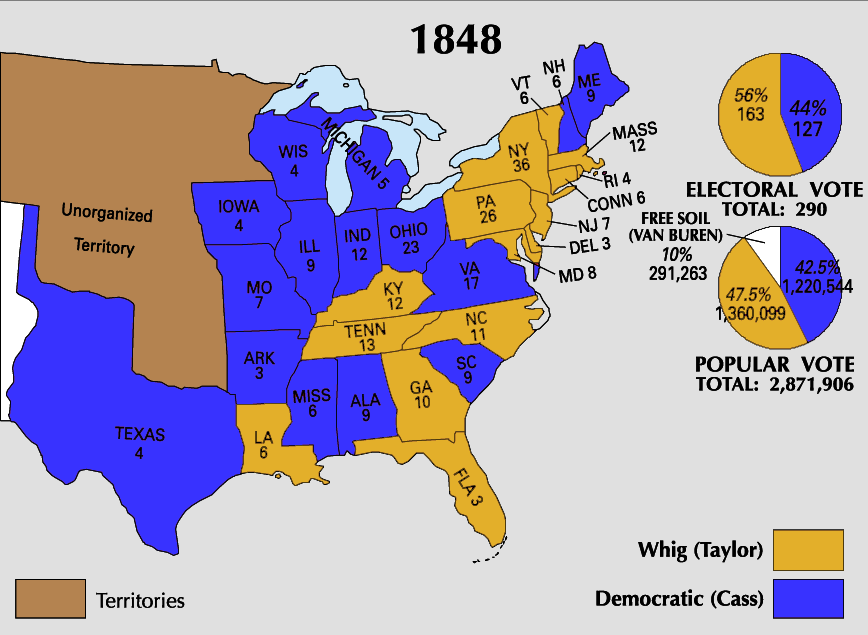
Presidentval i USA.

### Fotnoter
1. ↑  World Statesmen (läst 3 april 2011)
2. ↑  Danmarks militärhistoria (läst 7 april 2011) Arkiverad 9 augusti 2011 hämtat från the Wayback Machine.
3. ↑  World Statesmen (läst 3 april 2011)
4. ↑  Järnvägar i historien (läst 7 april 2011) Arkiverad 12 augusti 2010 hämtat från the Wayback Machine.
5. 1 2  World Statesmen (läst 7 april 2011)